# Liste des objets artificiels sur Mars

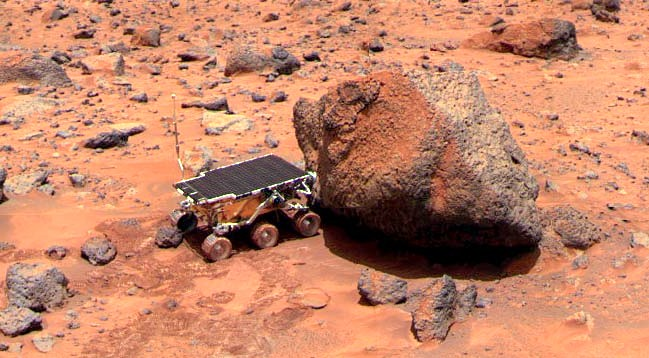
Rover Sojourner photographié par Mars Pathfinder.

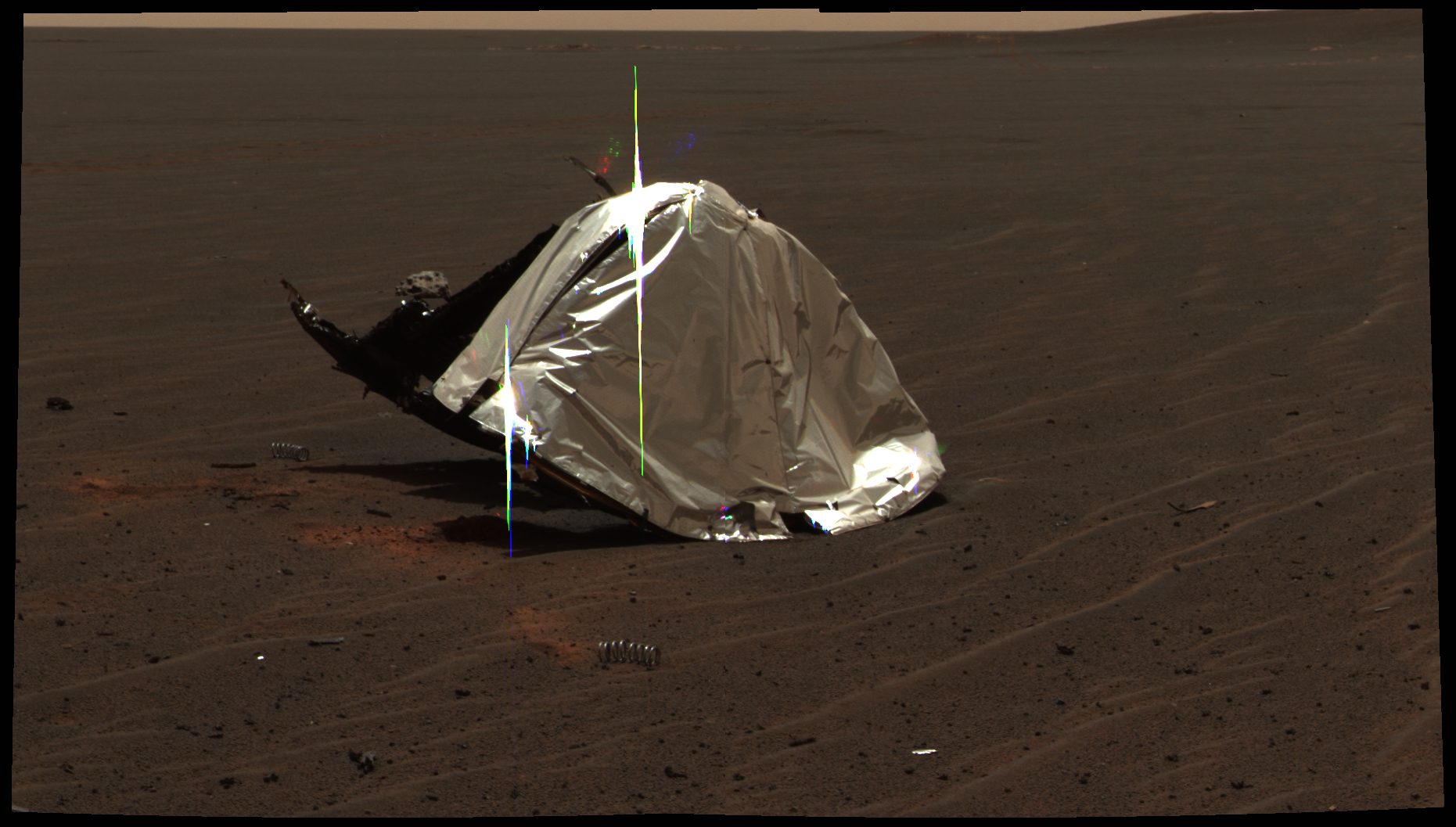
Bouclier thermique dOpportunity.

Cet article recense les objets artificiels sur la surface de Mars.

## Généralités
En plus de ces missions, la sonde Beagle 2 qui devait se poser sur Mars avait été perdue. Il fallut attendre 2015 pour confirmer qu'elle s'était écrasée à la surface de Mars.
La liste suivante n'inclut pas les plus petits objets comme les ressorts, les fragments, les parachutes ou les boucliers thermiques.

## Liste
| Objet                                  | Pays                                                      | Année                         | Masse (kg)                    | Localisation       | Coordonnées            | Remarques |
| -------------------------------------- | --------------------------------------------------------- | ----------------------------- | ----------------------------- | ------------------ | ---------------------- | --- |
| Mariner 4                              | États-Unis                                                | 1964                          | 260.8                         |                    |                        | Premier survol de Mars et premières photos rapprochées de Mars                                                               |
| Mars 2                                 | Union soviétique                                          | 1971                          | 1 210                         | ?                  | 4°N ; 47°O             | Contact perdu avant l'atterrissage, impact.                                                                                  |
| Mars 3                                 | Union soviétique                                          | 1971                          | 1 210                         | Terra Sirenum      | 45°S ; 158°O           | Transmission stoppée 25 secondes après l'atterrissage.                                                                       |
| Mars 6                                 | Union soviétique                                          | 1973                          | 635                           | Margaritifer Terra | 29,90°S ; 19,42°O      | Aucun contact établi avant l'atterrissage, impact probable.                                                                  |
| Viking 1, module d'atterrissage        | États-Unis                                                | 1976                          | 657                           | Chryse Planitia    | 22,480°N ; 47,967°O    | Atterrissage réussi, contact jusqu'en 1982.                                                                                  |
| Viking 2, module d'atterrissage        | États-Unis                                                | 1976                          | 657                           | Utopia Planitia    | 48,269°N ; 225,99°O    | Atterrissage réussi, contact jusqu'en 1980.                                                                                  |
| Mars Pathfinder, module d'atterrissage | États-Unis                                                | 1997                          | 264                           | Ares Vallis        | 19,33°N ; 33,55°O      | Atterrissage réussi. |
| Mars Pathfinder, rover Sojourner       | États-Unis                                                | 1997                          | 10,5                          | Ares Vallis        | 19,33°N ; 33,55°O      | Premier atterrissage réussi d'un engin motorisé.                                                                             |
| Mars Climate Orbiter                   | États-Unis                                                | 1999                          | 629                           | ?                  | ?                      | Impact non prévu après une erreur du système de navigation.                                                                  |
| Mars Polar Lander                      | États-Unis                                                | 1999                          | 500                           | Ultimi Scopuli     | 76°S ; 195°O           | Échec de la mission, probablement après impact avec la surface.                                                              |
| Deep Space 2, sonde Amundsen           | États-Unis                                                | 1999                          | 2,4                           | Ultimi Scopuli     | 76°S ; 195°O           | Première sonde accompagnant Mars Polar Lander ; échec de la mission, probablement après impact avec la surface.              |
| Deep Space 2, sonde Scott              | États-Unis                                                | 1999                          | 2,4                           | Ultimi Scopuli     | 76°S ; 195°O           | Deuxième sonde accompagnant Mars Polar Lander ; échec de la mission, probablement après impact avec la surface.              |
| Beagle 2                               | Europe                                                    | 2003                          | 68,8                          | Isidis Planitia    | 11,5265°N ; 90,4295°E, | Échec de la mission : après s'être posée correctement, elle échoue à se déployer et à entrer en communication avec la Terre. |
| Spirit (MER-A)                         | États-Unis                                                | 2004                          | 1 063                         | Cratère Gusev      | 14,5718°S ; 175,4785°E | Enlisé depuis avril 2009, déclaré station fixe le 26 janvier 2010. Contact perdu depuis le 22 mars 2010.                     |
| Opportunity (MER-B)                    | États-Unis                                                | 2004                          | 1 063                         | Meridiani Planum   | 1,9483°S ; 354,4742°E  | Atterrissage réussi, contact perdu le 10 juin 2018.                                                                          |
| Phoenix                                | États-Unis                                                | 2008                          | 350                           | Vastitas Borealis  | 68,22°N ; 125,7°O      | Atterrissage réussi, contact jusqu'au 2 novembre 2008.                                                                       |
| Curiosity (MSL)                        | États-Unis                                                | 2012                          | 899                           | Cratère Gale       | 5,4°S ; 137,7°E        | Atterrissage réussi, en activité.                                                                                            |
| Schiaparelli (ExoMars EDM)             | Europe (Agence spatiale européenne) Russie (Roscosmos)    | 2016                          | 600 (300 pour l'atterrisseur) | Meridiani Planum   | 2,07°S ; 353,79°E      | Échec, impact avec la surface.                                                                                               |
| InSight                                | États-Unis (Avec des expériences française et allemandes) | 2018                          | 694 (358 pour l'atterrisseur) | Elysium Planitia   | 4,5°N ; 135°E          | Atterrissage réussi, en activité.                                                                                            |
| Perseverance (Mars 2020)               | États-Unis                                                | 2021                          | 1024                          | Cratère Jezero     | 18°N ; 77°E            | Atterrissage réussi, en activité.                                                                                            |
| Ingenuity (Mars 2020)                  | États-Unis                                                | 2021                          | 1,8                           | Cratère Jezero     | 18°N ; 77°E            | Atterrissage réussi, fin de mission 18 janvier 2024                                                                          |
| Tianwen-1 (atterrisseur)               | Chine                                                     | 2021                          | 1285                          | Utopia Planitia    | 25,1°N ; 109,9°E       | Atterrissage réussi, en activité.                                                                                            |
| Zhurong (rover)                        | Chine                                                     | 2021                          | 240                           | Utopia Planitia    | 25,1°N ; 109,9°E       | Atterrissage réussi, en activité.                                                                                            |
| Total estimé (hors carburant)          | Total estimé (hors carburant)                             | Total estimé (hors carburant) | 12 250                        |                    |                        | |